# Langelsheim
Ne doit pas être confondu avec Lengelsheim.
Langelsheim  est une ville de l'arrondissement de Goslar, dans le Land de Basse-Saxe en Allemagne.

## Géographie
La ville se situe au pied nord du massif de Harz sur les rives de l'Innerste, à 7 km au nord-ouest de Goslar. La Bundesstraße 82 passe au sud du centre.

### Quartiers
Le territoire communal comprend 5 localités :
| - Astfeld - Bredelem - Langelsheim | - Lautenthal - Wolfshagen im Harz |

## Lieux et monuments

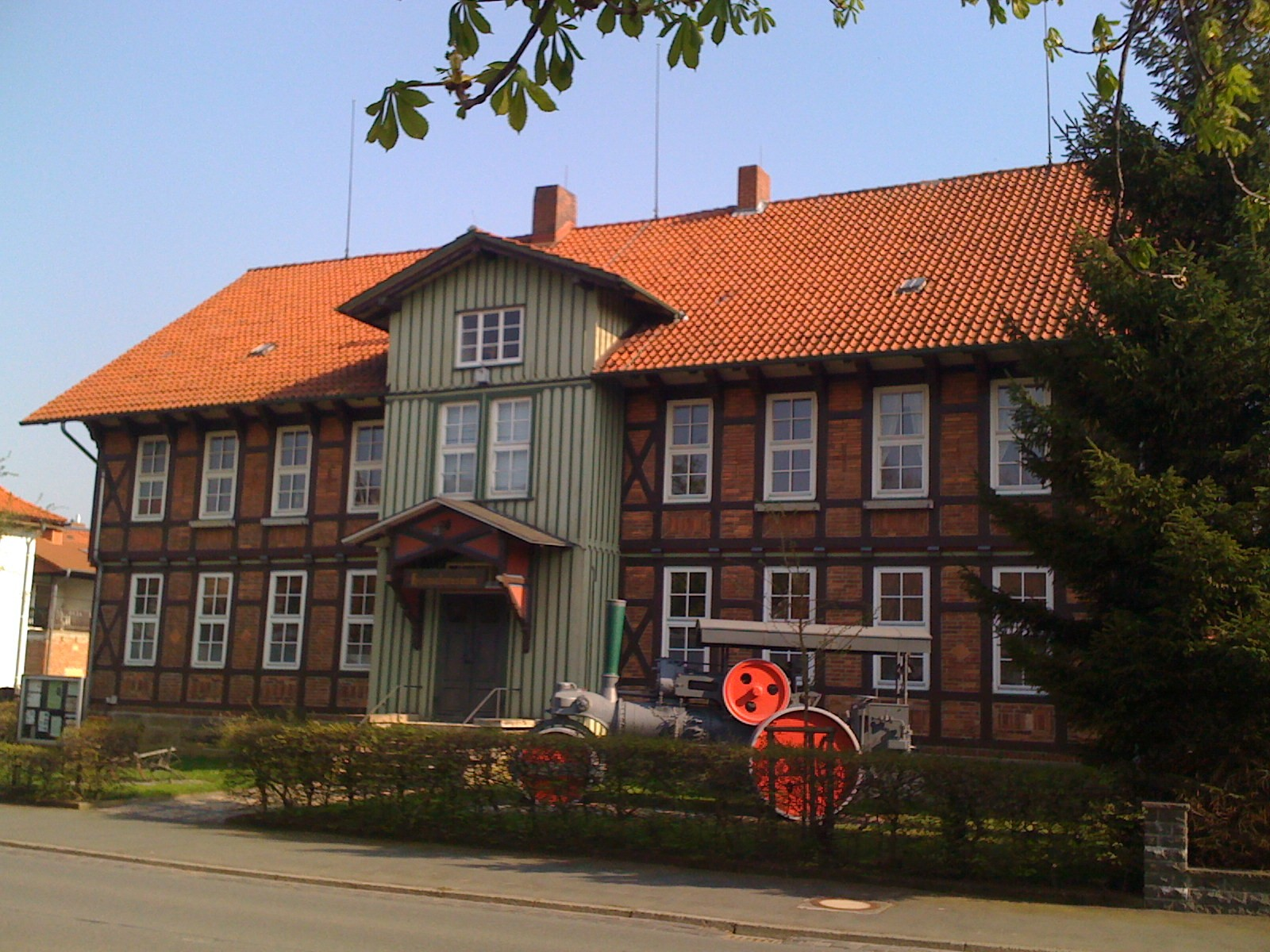
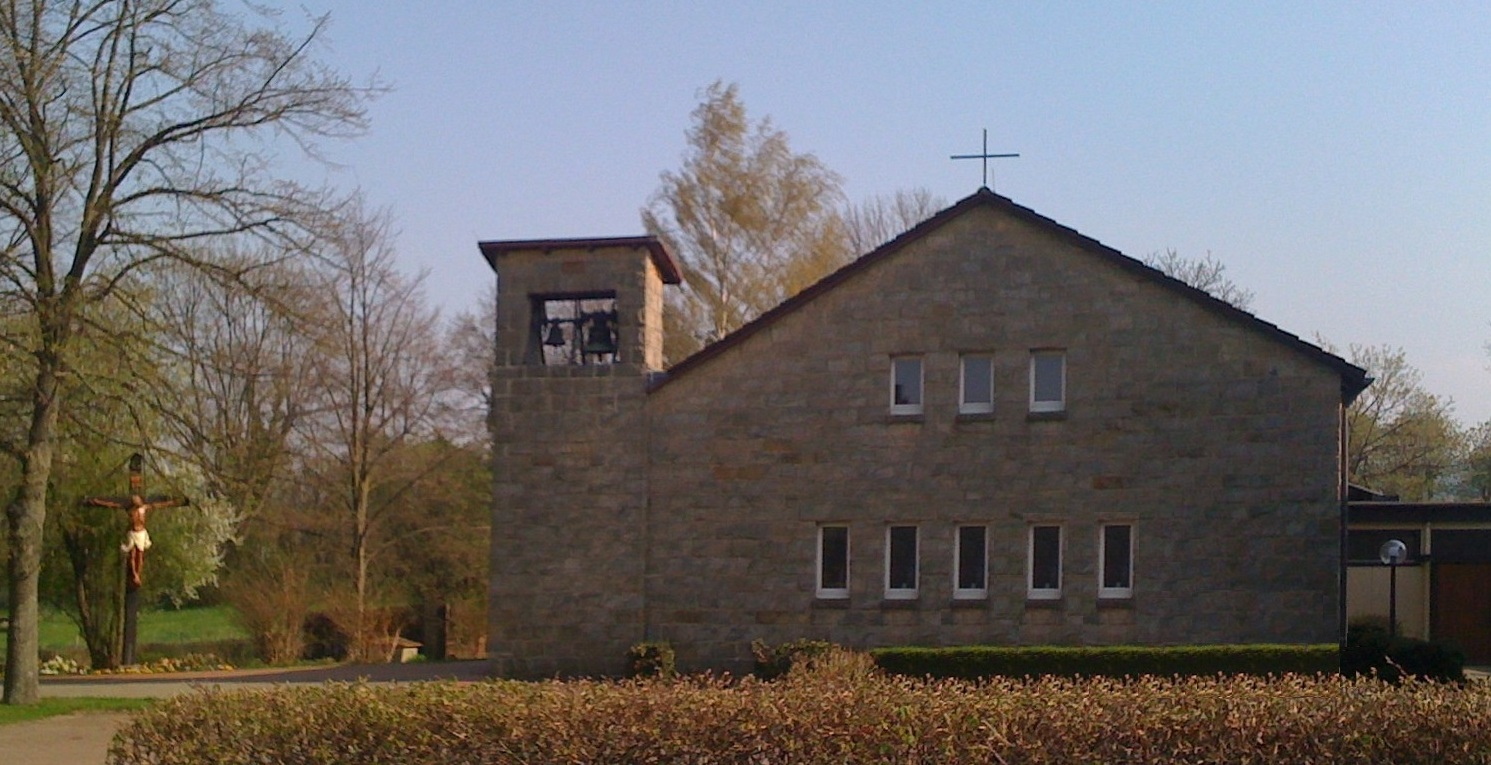
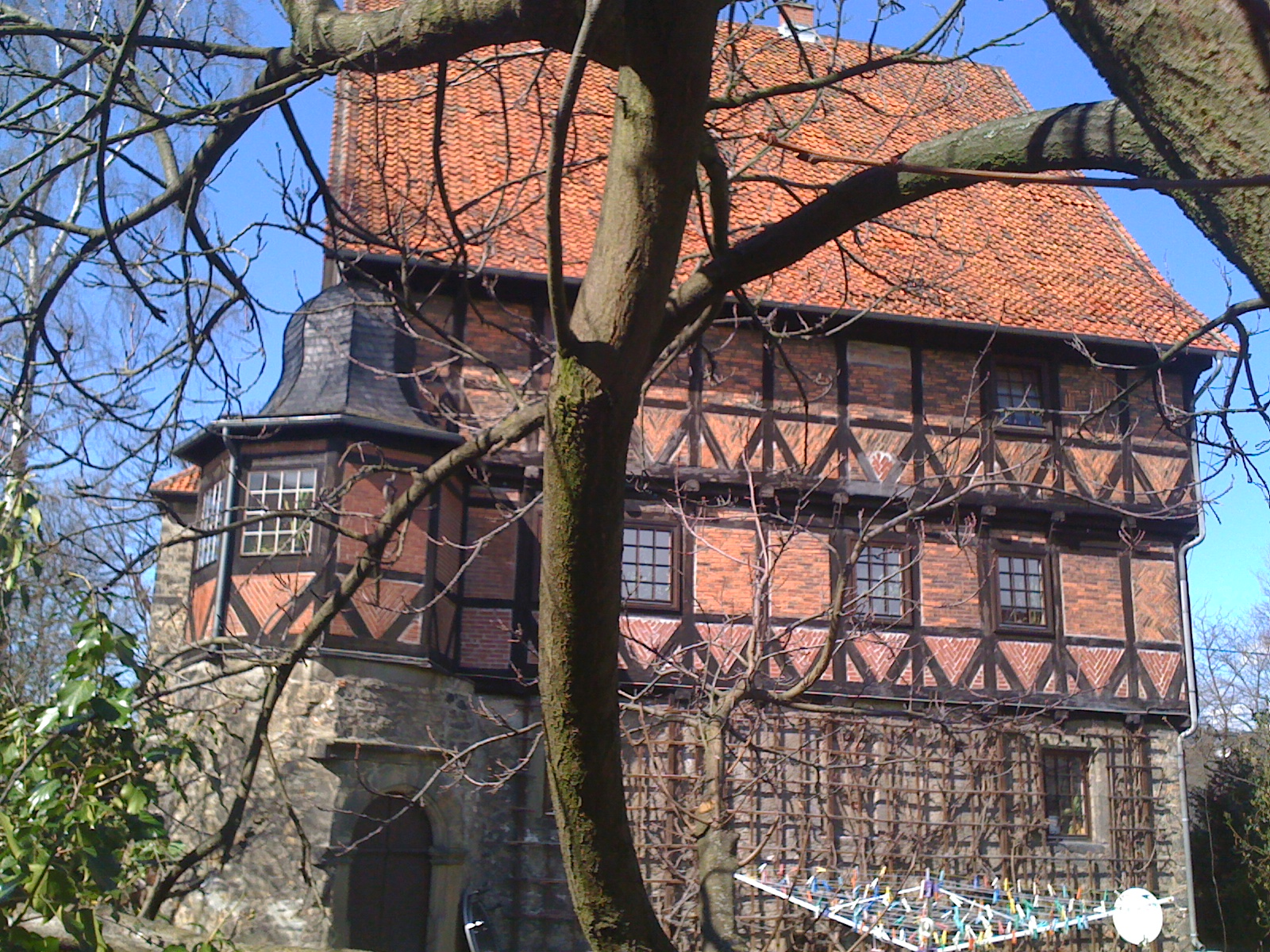

## Jumelages
La ville de Stendal est jumelée avec :
- Emmer-Compascuum (Pays-Bas)
- Nieuw-Weerdinge (Pays-Bas)
- Roswinkel (Pays-Bas)

## Personnalités liées à la ville
- Oswald Kaduk (1906-1997), membre de la SS, mort à Langelsheim ;
- Walter Wessel (1912-1943), militaire, né à Lautenthal ;
- Jan Assmann (1938-2024), égyptologue.